# Константин XI Палеолог
Константи́н XI (XII) Палеоло́г Дра́гаш (или Дра́гас); греч. Κωνσταντίνος ΙΑ' Παλαιολόγος, Δραγάσης; 8 февраля 1405 — 29 мая 1453, Константинополь) — последний византийский император, правивший в 1449—1453. Погиб во время захвата Константинополя турками.

## Происхождение
Константин был сыном Мануила II, восьмым из десяти детей Мануила II и Елены Драгаш, дочери сербского князя Константина Драгаша. Он правнук болгарского царя Ивана Александра по материнской линии, а по отцовской линии является правнуком Ирины Асениной (она потомок болгарского царя Ивана Асена II).
По византийской традиции, позволявшей принимать фамилию по материнской линии, в случае если она достаточно престижна, Константин предпочитал называться фамилией матери — Драгаш. Большую часть детства он провёл в Константинополе, под наблюдением своих родителей.

## Деспот Мореи
До своего вступления на престол, Константин снискал себе уважение как управляющий (деспот) провинции Морея. Он не блистал образованием, предпочитая книгам воинские упражнения, был вспыльчив, но обладал здравым рассудком и даром убеждать слушателей. В период отлучки своего старшего брата Иоанна в Италию Константин был правителем Константинополя с 1437 по 1439.

## ИмператорВизантии

Памятник Константину Палеологу напротив кафедрального собора в Афинах (автор — Спирос Гоггакис)

Когда умер Иоанн VIII Палеолог, Константин находился в Мистре. Его младший брат, Димитрий, первым прибыл в Константинополь в надежде, что императорский трон достанется ему, но его никто не поддержал. Сам Константин был провозглашён императором в начале января в Мистре. В марте 1449 года он прибыл в столицу и принял власть. Вопреки традиции, Константин не был коронован патриархом. Следующие годы он занимался тем, что готовил город к обороне на случай осады, искал помощи и союза на западе в борьбе с турками и пытался примирить церковные смуты, вызванные унией с католиками. Во всём этом он преуспел только отчасти, но бо́льшего в его положении трудно было ожидать.
В 1452 году, воспользовавшись войной османского султана Мехмеда II в Азии, Константин потребовал от него увеличения денежного взноса за надзор над жившим в Константинополе османским принцем Орханом, который мог, при случае, явиться опасным претендентом на султанский престол. Мехмед не только ответил отказом на это требование, но совсем прекратил уплату взноса и начал войну. Константину не удалось добиться своевременной помощи от западных государств. Обращение к папе Николаю V привело лишь к возобновлению вопроса об унии. Лично ничего не имея против неё, Константин разрешил присланному папой кардиналу отслужить обедню в Софийском соборе в присутствии двора, сената и высшего духовенства. Это вызвало среди масс, возбуждаемых враждебным унии монашеством, сильное негодование, нашедшее себе выражение в заявлении мегадуки Луки Нотараса, что он готов видеть Константинополь «скорее под властью чалмы, чем под властью тиары». Военная помощь, какую мог оказать папа, оказалась запоздавшей.

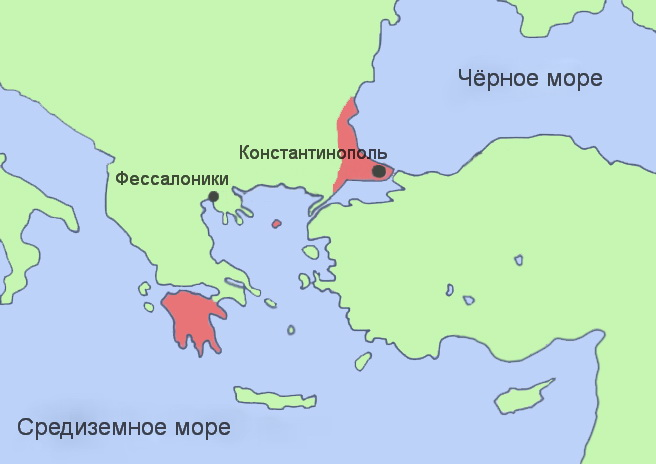
Византийская империя времён правления Константина Драгаша

5 апреля 1453 года началась осада Константинополя войсками султана Мехмеда II, имевшая цель захват города. Султан предложил Константину в обмен на сдачу города сохранить ему жизнь и оставить в его власти Мистру, но он ответил отказом. Следующие два месяца шли бои между византийскими и турецкими войсками.

### Гибель Константина
29 мая 1453 года османы прорвались через стены великого города — через Керкопорту, другие ворота, или через пролом в стене. Это немедленно привело к развалу обороны Константинополя, поскольку ввиду малочисленности защитники не имели резервов, чтобы ликвидировать прорыв. На помощь к прорвавшимся подходили всё новые и новые толпы атакующих янычар, ромеи не имели сил справиться с напором врага. Рансимен и Бабингер придерживаются версии, по которой император, услышав о прорыве врага через гавань и поняв, что город спасти не удастся, сбросил все знаки императорского достоинства, кроме сапог, и бросился в бой. Эта версия основывается на описании Критовула, согласно ей последними словами императора были: «Город пал, мне незачем больше жить». В гуще схватки Константин был сражён двумя ударами — в спину и лицо.
Согласно Бабингеру, после захвата города по приказу Мехмеда место битвы обыскали и обнаружили тело в пурпурной обуви, в котором признали Константина. Отрубленную голову императора поместили на колонне Августа, а затем пересылали «в драгоценной шкатулке от одного мусульманского правителя к другому». Место захоронения тела неизвестно. По словам Бабингера, в конце XVI века греки зажигали свечи в память о Константине у одной гробницы на площади Вефа, однако османы стёрли все следы гробницы, «и только одинокий ствол старой ивы в углу двора указывал на заброшенное место последнего упокоения императора — обветренный камень».
На самом деле детали смерти и судьбы тела Константина неизвестны. Истории о смерти Константина, изложенные современниками, варьируются от его бегства (в основном в османских источниках) до героической смерти (в основном в христианских источниках). Ни один из авторов-участников событий не был в этот момент рядом с императором. Из тех, кто бросился в тот бой, никто не выжил. Участники защиты, описывавшие смерть императора, находились у стен в других секторах и дают противоречащие друг другу описания, и ни одно из описаний «не заслуживает доверия», не содержит подробностей, «имеющих историческую ценность». Некоторые истории явно выдуманы или передают ходившие слухи, хотя вполне возможно, что Константин действительно погиб в бою около ворот Св. Романа (Пемптон).
Греческие авторы настаивают на героической смерти Константина, турецкие и славянские источники изображали позорную смерть. Западные авторы принижали греков и, следовательно, императора.
Согласно Михаилу Критобулу, служившего Мехмеду, Константин погиб, сражаясь с османами. Позднее греческие историки приняли рассказ Критобула, не сомневаясь в том, что Константин умер как герой и мученик. Подавляющее большинство авторов, как христиан, так и мусульман, писавших о падении Константинополя, согласны с тем, что Константин погиб в битве, и только малая часть утверждали, что император бежал из города или струсил. Часть этих версий, вероятно, исходили от Энея Сильвия Пикколомини (Пия II). В «Космографии» он писал в 1456—1457 годах, что «Император не сражался, как подобает королю, но бросился наутёк и упал в толпе в узких воротах и умер, растоптанный ногами. Когда его труп был найден, его голова была отрублена, воткнута в копьё и обведена по городу и лагерю, чтобы все осмеивали его». Более раннее сообщение Энея Сильвия об осаде не содержало обвинений Константина. Предположительно, источником Пия II были сообщения сербов, воевавших на стороне османов и транслировавших османскую точку зрения. Кристофоро Риккерио в «Истории турок» лишь повторил обвинения Пия II.

### Захоронение Константина
Дука утверждал, что «они [турки] не осознавали, что он император. Они убили его, как если бы он был рядовым солдатом, и оставили его». Тем не менее, позже голову императора принесли Мехмеду и «великий дука» опознал её, после чего её выставили на колонне. Согласно Хронике Магис (Псевдо-Сфрандзи) тело было опознано по обуви.
Исидор писал о голове императора, принесённой султану: «он [император] был ранен и убит врагом. Впоследствии его голова была отдана повелителю турок; он смотрел на это с величайшей радостью». Но видел ли сам Исидор голову императора? Как и большинство руководителей осады, он должен был скрываться. Как только его выкупили, он постарался тайно уехать. Возможно, он не сообщал виденное лично, а лишь передавал слухи, дошедшие до него в Пере. Но про выставленную на копье голову императора из участников обороны кроме Исидора писали Бенвенуто, консул Анконы, и Нестор Искандер. Последний добавлял, что голову принёс «некий сербин». Утверждение о том, что голову императора принесли султану, содержится и в сохранившемся в Неаполе анонимном рукописном итальянском описании осады XVI века.
Дука писал, что «ободрав её и набив содранную кожу мякиной», голову Константина послали «вождю персов и арабов и всем туркам». Нестор Искандер утверждал, что голову императора Мехмед отдал патриарху для захоронения, но она исчезла. Исидор писал, что голову «отправили в Адрианополь». Согласно Секундиносу голова императора была отрезана и пронесена через Константинополь, прежде чем его отправили султану Египта в качестве подарка вместе с двадцатью пленными женщинами и сорока пленными мужчинами.
То, что Мехмед велел найти тело Константина, вероятно, правда, поскольку «государь [= султан] опасался, что, если бы он [Константин] был ещё жив и сбежал, он мог бы привести против себя армию из земель франков. После тщательного поиска его останков они нашли его голову. Мамалис и другие дворяне узнали это, и он успокоился». По мнению Д. Никола, кажется вероятным, что его тело было найдено и обезглавлено. Султан был заинтересован в демонстрации останков императора. В отсутствие таковых султан вполне мог выбрать любую отрубленную голову и выдать за голову императора. Мало кто мог опознать её. Оставившие описания осады очевидцы находились в других местах. Барбаро находился на борту судна и не мог знать о поисках. Сфрандзи, Леонардо и Пускуло были пленены и находились в османском лагере вне города.
О достойном захоронении написано в Псевдо-Сфрандзи, но это, скорее всего, фантазия Макариоса Мелиссенос-Мелиссургоса. Описания поисков тела и места захоронения императора содержатся лишь в поздних текстах. Версии о местах захоронения Константина начинают возникать после середины XVI века. Теодор Спандунес после посещения города в 1503 году заявлял, что могилы не было. Феодосий Зигомала, изучавший этот вопрос, так и не нашёл место захоронения. Когда Стефан Герлах в 1570-х годах спрашивал Феодосия о могиле Константина, тот смог показать ему только место, где происходил последний бой. Мартин Крузиус (1524—1607), интересовавшийся этим вопросом, так и не смог найти его. Если бы останки императора были однозначно идентифицированы и публично захоронены «с императорскими почестями», как утверждается в «Хронике Магис», греки города никогда бы не забыли могилу императора. Её искали много раз в течение веков, но обнаруженные места сомнительны. По одной из самых популярных легенд, Константин захоронен во дворе гостиницы в Вефа Мейдан. Однако впервые в связи с захоронением императора это место называется лишь в 1847 году. Писатель Христо Парменидес: «В Константинополе, ниже сераля, есть несколько старых постоялых дворов, которые используются рабочими всех мастей и в дальнейшем служат конюшнями. Внутри такого скромного здания, в открытом углу, стоит лампа, которую ежедневно зажигают турки, которая проливает несколько лучей на памятник. Очень старая традиция … гласит, что в этом заброшенном месте должен находиться прах последнего христианского императора Константинополя».
В греческих народных легендах Константин превращается в спящего до времени близ Золотых ворот. Когда-нибудь он войдёт в город через Золотые ворота и прогонит турок. По преданиям, ворота замуровал Мехмед, боясь возвращения императора, хотя на самом деле Золотые ворота были замурованы ещё за два века до падения Византии. По словам Р. Кроули, легенды о Константине «в конце XIX века стали связываться с национальными представлениями греков — Великой Идеей — мечтой о включении греческого населения Византии в греческое государство. Это вызвало обернувшееся катастрофой вторжение в Турецкую Анатолию (его отразил в 1922 году Кемаль Ататюрк), резню греков в Смирне и последующую смену населения».

## Нумерация
В некоторых исторических исследованиях он числится не Константином XI, а Константином XII. При этом Константином XI в них считается Константин Ласкарис, провозглашённый византийским императором 13 апреля 1204 года, бежавший в тот же день из Константинополя ввиду его захвата крестоносцами и никогда фактически не правивший Византией.

## Константин XI Палеолог в искусстве

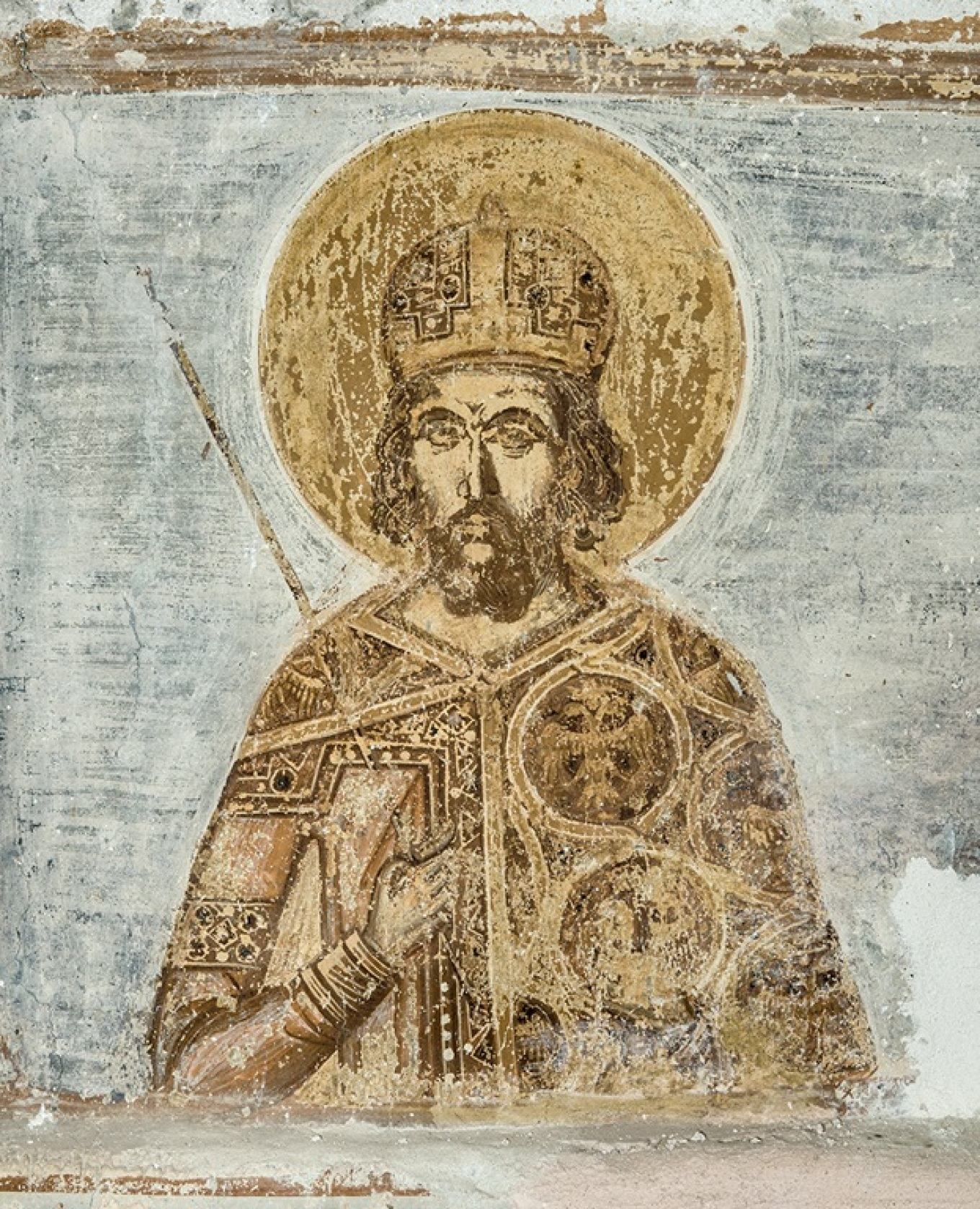
Единственное прижизненное изображение Константина XI — фреска из кафоликона монастыря таксиархов в Эйялии середины XV века, обнаруженная во время реставрационных работ в 2024 году

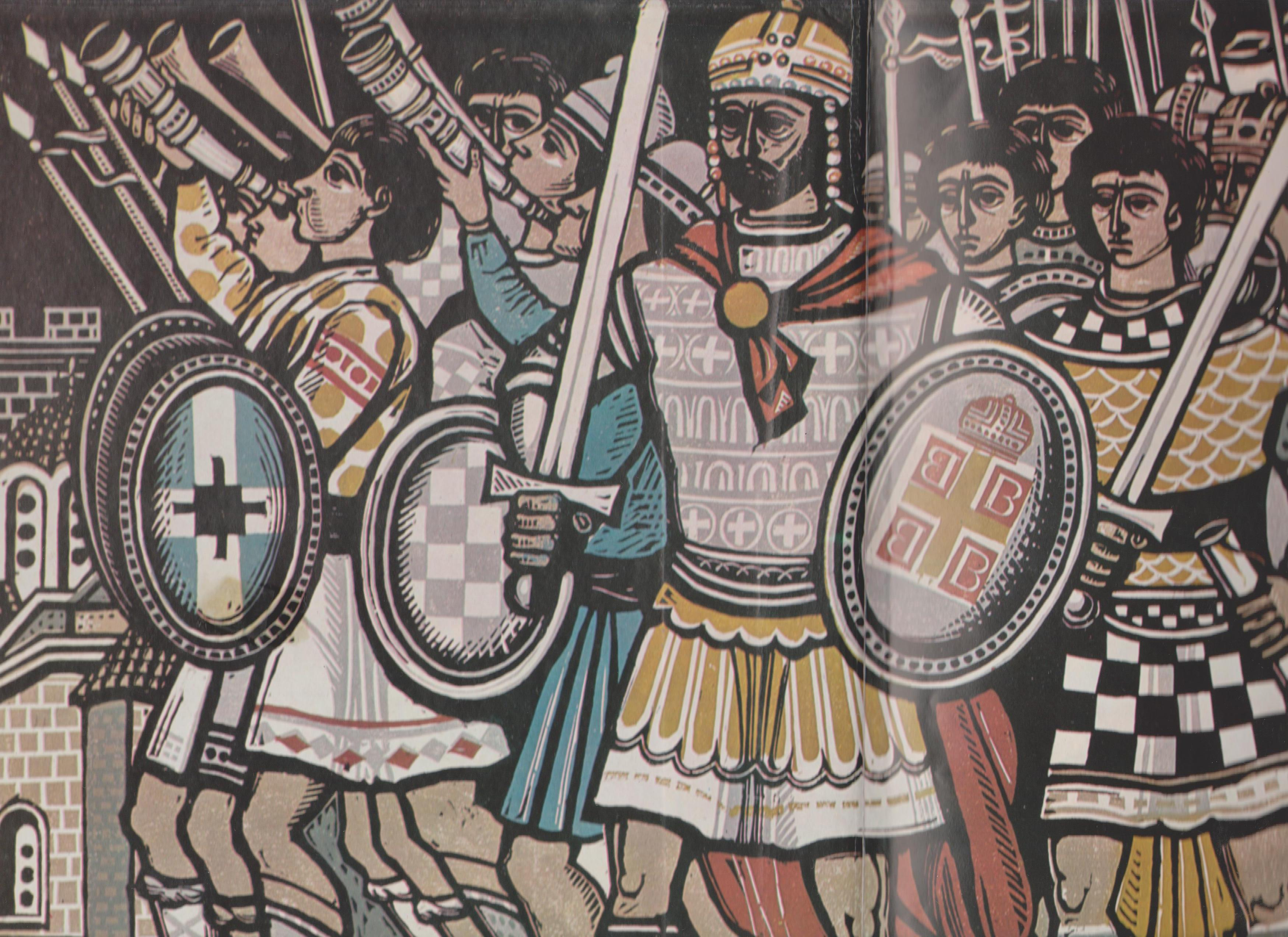
Константин Палеолог. Защищая Константинополь — 1453. Художник Тасос.

### В живописи
В 2024 году на фреске середины XV века было обнаружено единственное прижизненное изображение Константина XI Палеолога, последнего императора Византийской империи, во время реставрационных работ на фресках в Старом монастыре Архангелов в Эйялия, расположенном в регионе Ахайя в Западной Греции. Фреска, датируется серединой XV века, портрет, найденный под другим слоем фресок, изображает Константина XI, одетого в императорские регалии, включая роскошный лорос поверх саккоса (византийское одеяние) и корону-диадему. Его расшитая золотом пурпурная мантия, украшенная коронованными двуглавыми орлами — символами династии Палеологов — ещё раз подтверждает его императорский статус. Он также носит украшенную драгоценностями корону и держит крестообразный скипетр. Его пурпурный плащ был окрашен жидкостью, вырабатываемой железами морской улитки Bolinus brandaris, которая была невероятно дорогой и поэтому предназначалась только для королевской семьи (которую называли «рождённой в пурпуре») во времена Византийской империи. После падения Константинополя фермы по сбору улиток были разрушены турками-османами, но ассоциация пурпура с королевской властью продолжает жить. Считается, что фреска является работой художника из Мистры, города к югу от монастыря Эйялияйцев, где молодой Константин жил и правил в течение пяти лет до своего восхождения на престол. Святой монастырь Паммегистон Таксиархон когда-то получал значительные финансовые пожертвования от братьев Константина. Открытие было сделано доктором Анастасией Кумуси, директором Эфората древностей Ахайи, которая объяснила, что портрет, скорее всего, был написан с натуры, а не на основе традиционных идеализированных императорских портретов того времени. По словам Кумуси, «художник, должно быть, передал черты портрета с собственного восприятия, то есть его моделью был не официальный императорский портрет, как это было принято, а сам император». Это делает фреску особенно значимой, поскольку это единственное сохранившееся изображение Константина XI, написанное при его жизни. Фреска была найдена в кафоликоне, или главной церкви, монастыря, который был отреставрирован благодаря покровительству братьев Константина, Димитрия и Фомы Палеологов. Его братья финансировали восстановление монастыря после гражданской войны между ними, конфликт, разрешённый благодаря арбитражу Константина.

### В литературе
- Георгиос Леонардос. «Последний Палеолог».
- Никос Казандзакис. «Христа распинают вновь».

### В кино
- Агония Византии[фр.] (L’agonie de Byzance) — реж. Луи Фейад (Франция, 1913). В роли Константина XI Палеолога — Люитц-Мора[фр.].

## Комментарии
1. ↑    - Леонардо: «Чтобы его не схватил враг, император сказал: „Ради бога, лучше быть пронзённым мечом доблестного воина, чем попасть в руки врагов“. … император упал, снова поднялся, а затем снова упал…»[12]
  - Николаос Секундинос[англ.] со слов пленёных венецианцев писал, что император просил своих товарищей убить его, а когда они не захотели этого сделать, он сбросил все имперские знаки отличия, чтобы избежать захвата, и погиб в битве[13][14].
  - Сфрандзи: «пал мёртвым блаженный мой господин василевс кир Константин. Меня же не было рядом с ним в этот час»[15].
  - Барбаро: «Никто не мог слышать никаких новостей об Императоре, о том, что он делал, жив ли он или мертв, но некоторые говорили, что его тело видели среди трупов, и что он повесился в тот момент, когда турки ворвались в ворота Сан-Романо»[16].
  - Нестор Искандер: «Оседлав фариса [арабского коня], он [sc. император] пошёл к Золотым воротам, так как надеялся встретить безбожника. Он собрал вокруг себя всё войско, до трёх тысяч человек. Он нашёл у ворот много турок, охранявших их; он убил их всех. Он вошёл в ворота, но не смог пройти против множества войск. И снова с ними столкнулось множество турок. Они дрались до наступления темноты. Так пострадал православный император Константин за Церковь Божью и за истинную веру …»[17][18].
  - Константин из Островицы: «Греческий император мужественно сражался с ними, обороняясь так долго, как мог, и сам был убит там на месте. Голову ему, мёртвому, отсёк один янычар по имени Сарилес, он принёс её и бросил перед султаном, говоря: „Счастливый господин, вот тебе голова твоего жесточайшего неприятеля“. Султан спросил одного греческого пленника, друга императора по имени Андрей, чья бы это могла быть голова. Тот ответил, что это голова императора Драгаша, нашего господина. И тогда султан одарил этого янычара конями, деньгами, чистыми одеждами и лучшими должностями и дал ему воеводства Агиданское и Анатолийское»[19]
  - Халкокондил: «при каких обстоятельствах погиб царь эллинов, никто из янычар сказать не мог. Он оказался в городе со многими другими. Скончался он, процарствовав три года и три месяца»[20].
  - Джакомо Тетальди : «Император Константинополя был убит, Некоторые говорят, будто ему отрубили голову, другие — что он умер, прижатый к воротам. Обе истории вполне могут быть правдивыми»[9][16].
  - Нешри: «Правоверные воины вошли в город, обезглавили правителя»[21].
  - Саад-эд-Дин: «Несчастный греческий император, занятый отражением осаждавших укреплений, в своем дворце, расположенном к северу от Адрианопольских ворот, сделал все возможное, чтобы защитить подступы к ним. Внезапно он осознал, что «знаменосцы Слова Божьего »  пробрались в крепость и, зная, что его надежды рушатся, а флаг его судьбы опрокинут, он бросился из дворца. Проклиная свою злополучную судьбу, этот неверный (чья обитель будет в аду) бежал, крича: «Где есть безопасное место?» Встречая небольшую группу героев, весело занимавшихся сбором добычи, в его мрачной груди разгорелся огонь злобы; своим мечом он пожинал урожай их жизней, а его «кровопролитный» меч пил кровь этих безобидных людей.

Среди них один из азебов, который был беспомощен и ранен, его кровь текла ручьем, упал и был залит его запекшейся кровью. Греческий император, заметив этого страдающего человека, поднял свой меч, желая погасить в нем последнюю искру жизни. Бедный  сделал величайшее усилие и с помощью Бога сорвал этого врага религии с седла и, повалив его на землю, ударил его по голове своим дамасским клинком. Обезглавливание Императора было пластырем для его собственных ран, и слуги и свита Императора пришли в замешательство и беспорядок, и они исчезли из виду»./Саад-эд-дин 39-40
2. ↑    - Самуил, греческий епископ, который попал в плен, заплатил выкуп и уехал в Трансильванию. В письме бургомистру Германштата от 6 августа 1453 года говорится: «наш император» с некоторыми другими сумели уйти на лодке[22].
  - Авраам из Анкары, армянский поэт в «Плаче о падении Константинополя» говорит, что Константин со свитой бежал морем[23]: «Некто из франков. Которого звали капуданом, Забрал царя и знать И на судне бежал морем»[24].
  - Никола делла Тучча в  «Хрониках Витербо» сообщал, что «Император с 18 товарищами бросился к морю, взял корабль»[23][25].
  - Согласно Турсун-бею император запаниковал и сбежал со свитой, направляясь в гавань, в надежде найти корабль, чтобы сбежать из города. По пути они случайно натолкнулись на группу солдат азапов или моряков. Во время последовавшей стычки Константин погиб, а его спутники были взяты в плен. Турсун-бей не упоминает ни имён участников, ни место этой стычки[26][27].
  - Более поздний отчёт османского историка Ибн Кемаля похож на рассказ Турсун-бея, но в нём говорится, что голова императора была отрезана не  безымянным моряком, а огромным человеком, который убил Константина, не осознавая, кем тот был[27]. «„потерявший от ужаса голову император“ попытался бежать, когда стало ясно, что сражение проиграно. Он спешил по круто идущим под уклон улицам к бухте Золотой Рог или Мраморному морю в сопровождении свиты, надеясь отыскать корабль, когда наткнулся на отряд азабов и янычар, согнувшихся под тяжестью добычи. „Вспыхнул отчаянный бой. Лошадь императора оступилась, когда он нападал на раненого азаба, а тот собрался с силами и отрубил императору голову. Когда все увидели это, остатки вражеского войска потеряли надежду, и азабам удалось убить или взять в плен большинство из них. Они также захватили много денег и прекрасных камней, которыми владела свита императора“» [9].
3. ↑  Дука: «Один из них сказал тирану; „Господин! Я убил его. А стремясь скорее войти в город и вместе со своими грабить, я оставил его, покинув мертвым“. Другой же сказал: „Я сначала поразил его!“ Тогда тиран, послав их обоих, приказал принести его голову. Они же, быстро побежав, нашли и, отрубив его голову, представили вождю. Тиран же сказал великому дуке: „Скажи мне правду: действительно ли это голова твоего царя?“ Тогда тот, узнав её, сказал: „Его, господин!“ Смотрели её также и другие и признали. Тогда приколотили её на колонне площади Священного дворца, и стояла она до вечера»[28].